# Камйонка (Турецький повіт)
Камйонка (пол. Kamionka) — село в Польщі, у гміні Владиславув Турецького повіту Великопольського воєводства.
Населення — 128 осіб (2011).
У 1975-1998 роках село належало до Конінського воєводства.

## Демографія
Демографічна структура станом на 31 березня 2011 року:
|          | Загалом | Допрацездатний вік | Працездатний вік | Постпрацездатний вік |
| -------- | ------- | ------------------ | ---------------- | -------------------- |
| Чоловіки | 65      | 13                 | 44               | 8                    |
| Жінки    | 63      | 16                 | 37               | 10                   |
| Разом    | 128     | 29                 | 81               | 18                   |